# Повелители снов
«Повелители снов» — российский комедийный фильм режиссёра Ирины Багровой. Премьера фильма состоялась
18 августа 2016 года.

## Сюжет
О них не пишут в газетах, но они существуют! Да-да! Специалисты «Корпорации снов» предложат сон на ваш вкус, а если надо, осуществят его передачу на расстоянии. Это ноу-хау перевернёт мир, как телефон или интернет.
Но чем закончится безумный и опасный эксперимент?!

## В ролях
| Актёр              | Роль                      |
| ------------------ | ------------------------- |
| Александр Балуев   | директор корпорации снов  |
| Дмитрий Ендальцев  | Алексей                   |
| Анастасия Пронина  | Елизавета                 |
| Дмитрий Соколов    | Григорий                  |
| Валентина Оленева  | Ксения                    |
| Софья Лебедева     | Маша                      |
| Сергей Степанченко | кондитер                  |
| Светлана Бельская  | Инга                      |
| Михаил Водзуми     | Кихачиро Сан              |
| Евгений Елсуков    | директор судоходной фирмы |
| Илья Малаков       | матрос                    |

## Критика
На сайте-агрегаторе рецензий «Критиканство» рейтинг картины составляет 40 % на основе 2 рецензий русских изданий.
Евгений Ухов из веб-портала «Film.ru» отметил:

Широчайший потенциал идеи фильма о манипуляции снами был раскрыт не полностью, но несовершенство сценария не лишает героев фактурности, актёров — обаяния, а картинку — «вкусности».